# Olivier N'Siabamfumu
Olivier N'Siabamfumu (Meaux, 17 marzo 1986) è un ex calciatore francese, di ruolo centrocampista.

## Carriera

### Club
Cresciuto nella squadra francese del Rennes, è passato all'Ascoli nell'estate del 2006.
Inserito in prima squadra, ha esordito in Serie A il 9 dicembre 2006 nel corso della partita giocata in trasferta contro la Reggina e terminata col punteggio di 2-1 in favore dei padroni di casa, gioca solamente un altro incontro durante il campionato. L'anno successivo, con la squadra bianconera retrocessa in Serie B, per il giovane francese non c'è più spazio, il 29 febbraio 2008 risolve consensualmente il contratto con la società marchigiana e si trasferisce in Grecia nel AEK Atene, giocando due partite da titolare nel campionato greco ed una nei playoff.
Nell'estate del 2009 torna in Italia, ingaggiato dal Crotone neopromosso in Serie B. Il 31 agosto 2009 viene acquistato dalla Carrarese, ma a gennaio 2010 risolve consensualmente il contratto.
Il 6 agosto 2010 passa al Sports Réunis Colmar, club francese militante in Championnat National.
Nell'estate 2011 è ingaggiato dal Strømmen Idrettsforening, club norvegese, da cui si svincola nel mercato invernale 2012. Per il campionato 2013, si accorda con il Kristiansund.

### Nazionale
Con la nazionale francese ha disputato e vinto il campionato europeo Under-19 del 2005.